# ناثان كاميرون
ناثان كاميرون (بالإنجليزية: Nathan Cameron)‏ (18 نوفمبر 1991 ببرمنغهام في المملكة المتحدة - ) هو لاعب كرة قدم بريطاني في مركز الدفاع. شارك مع منتخب إنجلترا تحت 20 سنة لكرة القدم. أما مع النوادي، فقد لعب مع كوفنتري سيتي ونادي بوري ونونيتون بورو ‏ ونادي نورثامبتون تاون.

## وصلات خارجية
- ناثان كاميرون على موقع قاعدة بيانات كرة القدم.إي يو (الإنجليزية)
- ناثان كاميرون على موقع Soccerbase.com (لاعب) (الإنجليزية)
- ناثان كاميرون على موقع Soccerway.com (الإنجليزية)
- ناثان كاميرون على موقع عالم كرة القدم.نت (الإنجليزية)